# 623
623 (DCXXIII) var ett normalår som började en lördag i den julianska kalendern.

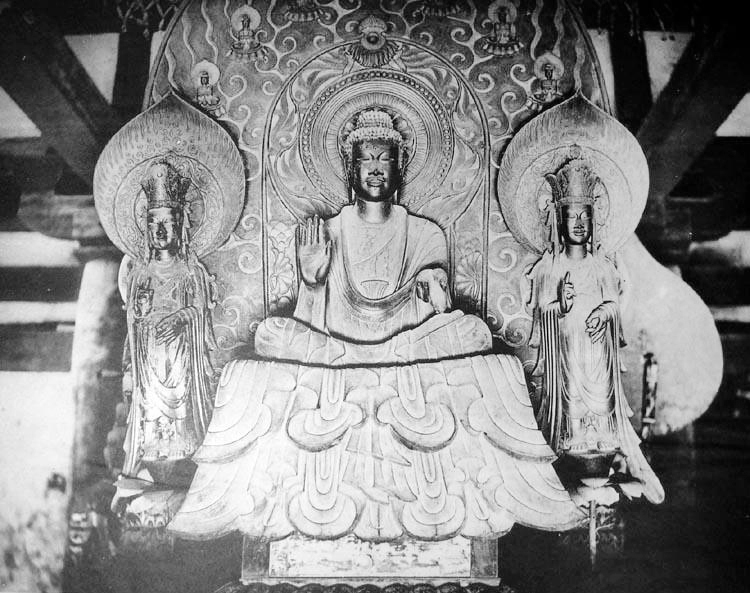
Shaka Triad i Hōryūji år 623.

## Händelser

### Okänt datum
- Dagobert I blir kung i Austrasien.
- Tori Busshi tillverkar Shaka Triad

## Födda
- Bonitus, biskop av Clermont.

## Avlidna
- Prinsessan Pingyang, kinesisk prinsessa och general.